# Agro-Velho

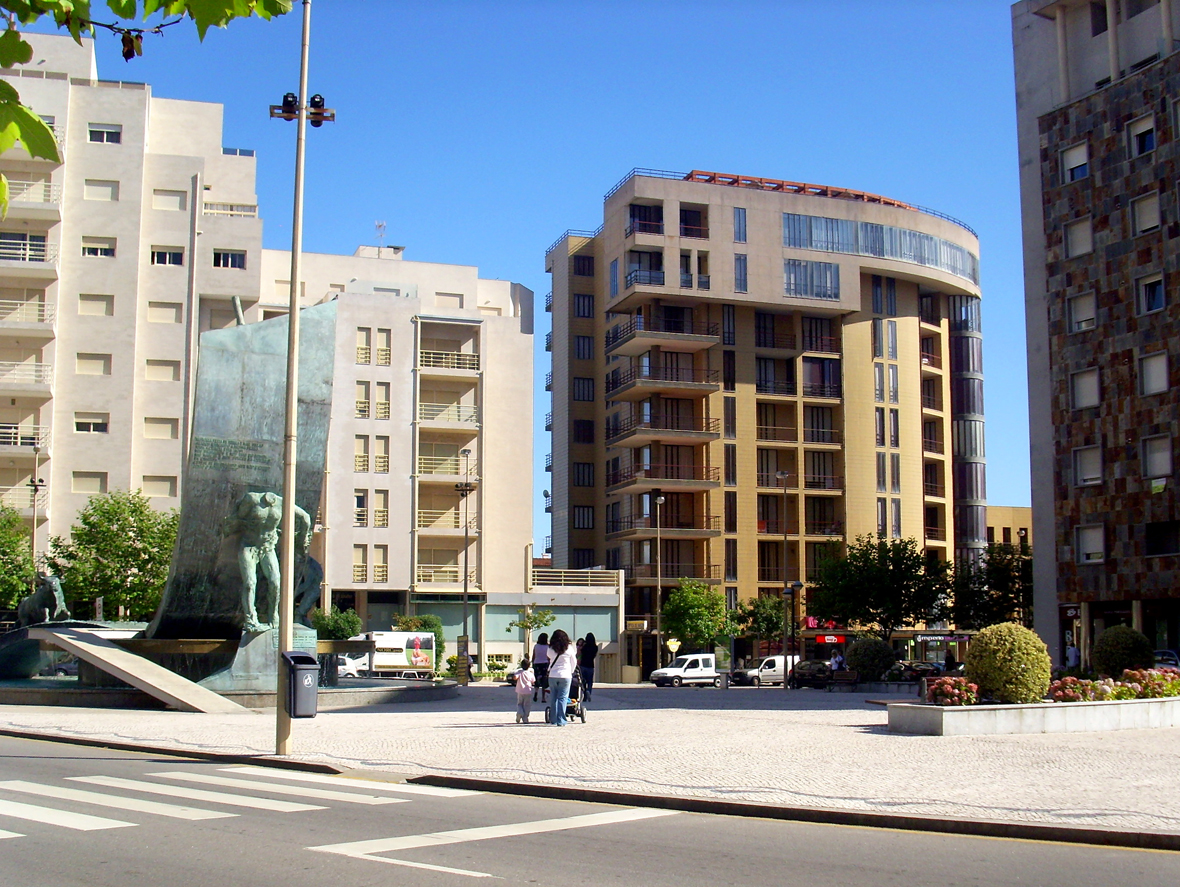
O Touro.

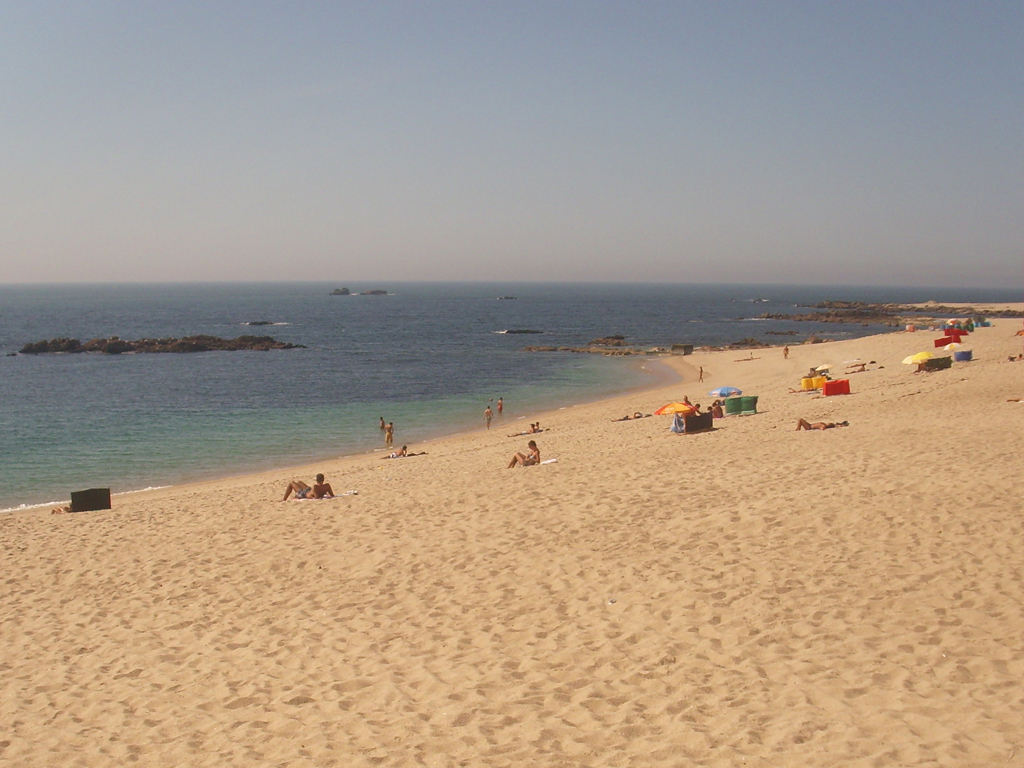
A praia da Lagoa com a Forcada visível ao fundo.

Agro-Velho ou  Nova Póvoa é uma zona balnear na cidade da Póvoa de Varzim, em Portugal, sendo também uma das onze partes da cidade. O Agro-Velho localiza-se a norte do Centro da Póvoa de Varzim. Antes de ser urbanizado, era um território arenoso com uma lagoa de água salgada. Em termos formais, esta parte da cidade assenta em duas freguesias Póvoa de Varzim e Aver-o-Mar. Historicamente, considera-se que parte do território em ambas as freguesias citadas pertence à freguesia de Beiriz.

## Geografia

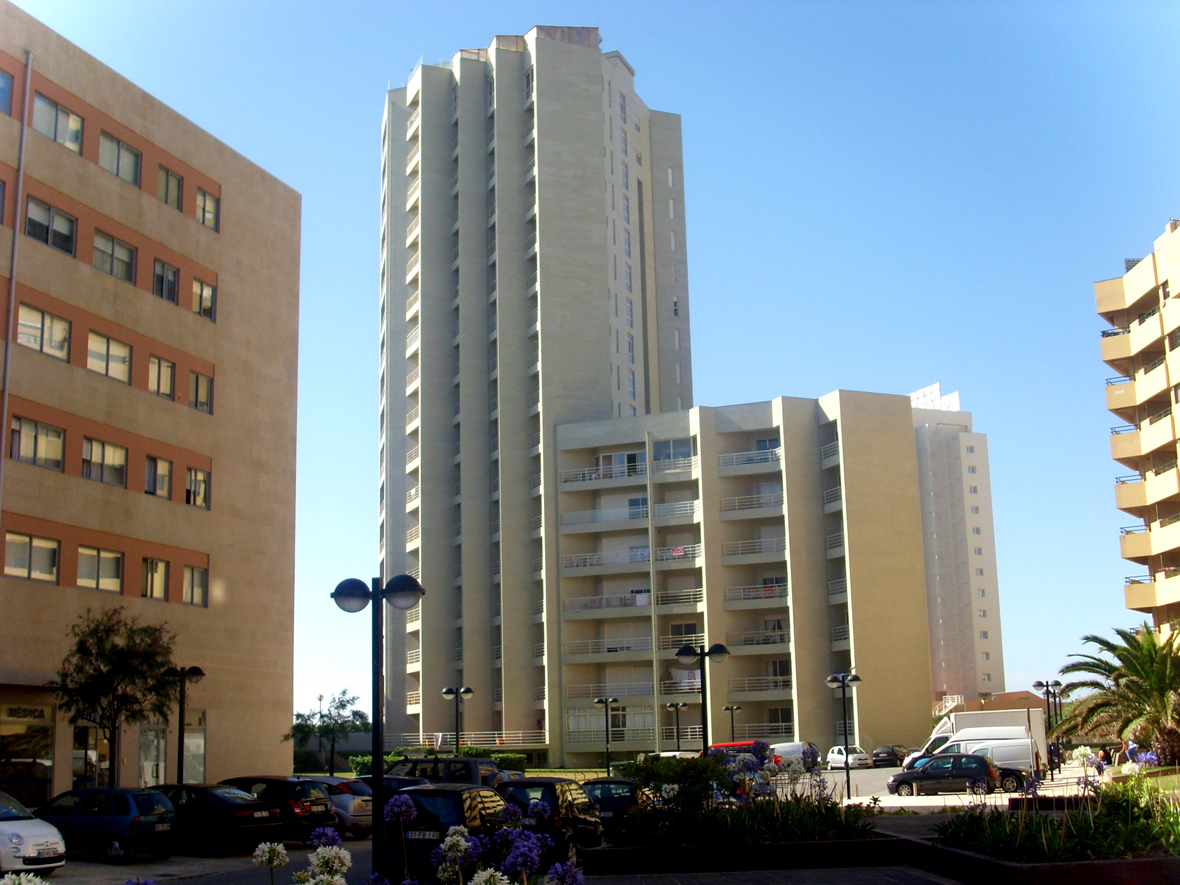
A torre N.º70 na Rua Alfredo Graça.

O Agro-Velho está limitado a Norte pela parte de Aver-o-Mar, a Este pela do Parque da Cidade e a sul pelo Bairro Norte. A poente é banhado pela Enseada da Lagoa.
Até recentemente um extenso baldio, onde existia uma lagoa, dividia a cidade da Póvoa de Varzim e a outrora aldeia de Aver-o-Mar, era o local onde esteve planeado, por muito tempo, o Parque da Cidade da Póvoa de Varzim, no entanto, a especulação imobiliária ditou a urbanização do bairro junto a todo o litoral, restando uma área rural no seu centro, que contrasta bastante com a urbanização envolvente para onde está planeada a construção da futura centralidade do bairro, uma alameda.

## Morfologia urbana
O Agro-Velho desenvolveu-se urbanisticamente do sul para o norte, como expansão do sector balnear, o Bairro Norte. Grande parte dos edifícios mais altos da cidade concentram-se nesta zona, em especial em volta das Avenidas Vasco da Gama e Repatriamento dos Poveiros.
O Edifício Nova Póvoa, com cerca de 90 metros e 30 pisos, é o maior. A torre possui 28 andares de apartamentos, em 286 frações e 5 elevadores, durante a época balnear ali vivem mais de mil pessoas. No nível subterrâneo encontram-se 200 garagens, e um dos dois depósitos de água de 30 mil metros cúbicos, estando o outro no topo da torre funcionando por acção da gravidade. Foi durante muito tempo o edifício mais alto de Portugal. Notam-se também o Edifício Eça de Queiroz a segunda torre mais alta da cidade com 20 pisos, e a Torre nº 70  com 19.
Uma parte relevante dos equipamentos desportivos da cidade, inaugurados no início do século XX, encontram-se no Alto de Martim Vaz: O Estádio do Varzim Sport Club, a Monumental Praça de Touros da Póvoa de Varzim, o complexo da Varzim Lazer (piscinas e court de ténis) e o complexo do Clube Desportivo da Póvoa (piscinas e pavilhão).
Pela orla costeira, o bairro é ladeado pela rua do Varzim Sport Club, rua em grande parte pedonal, e a nascente pela rua Gomes de Amorim (Estrada Nacional 13). A Avenida Repatriamento dos Poveiros e o seu prolongamento denominado Rua 27 de Fevereiro cruzam o interior do bairro, servindo de via alternativa à rua do Varzim Sport Clube.

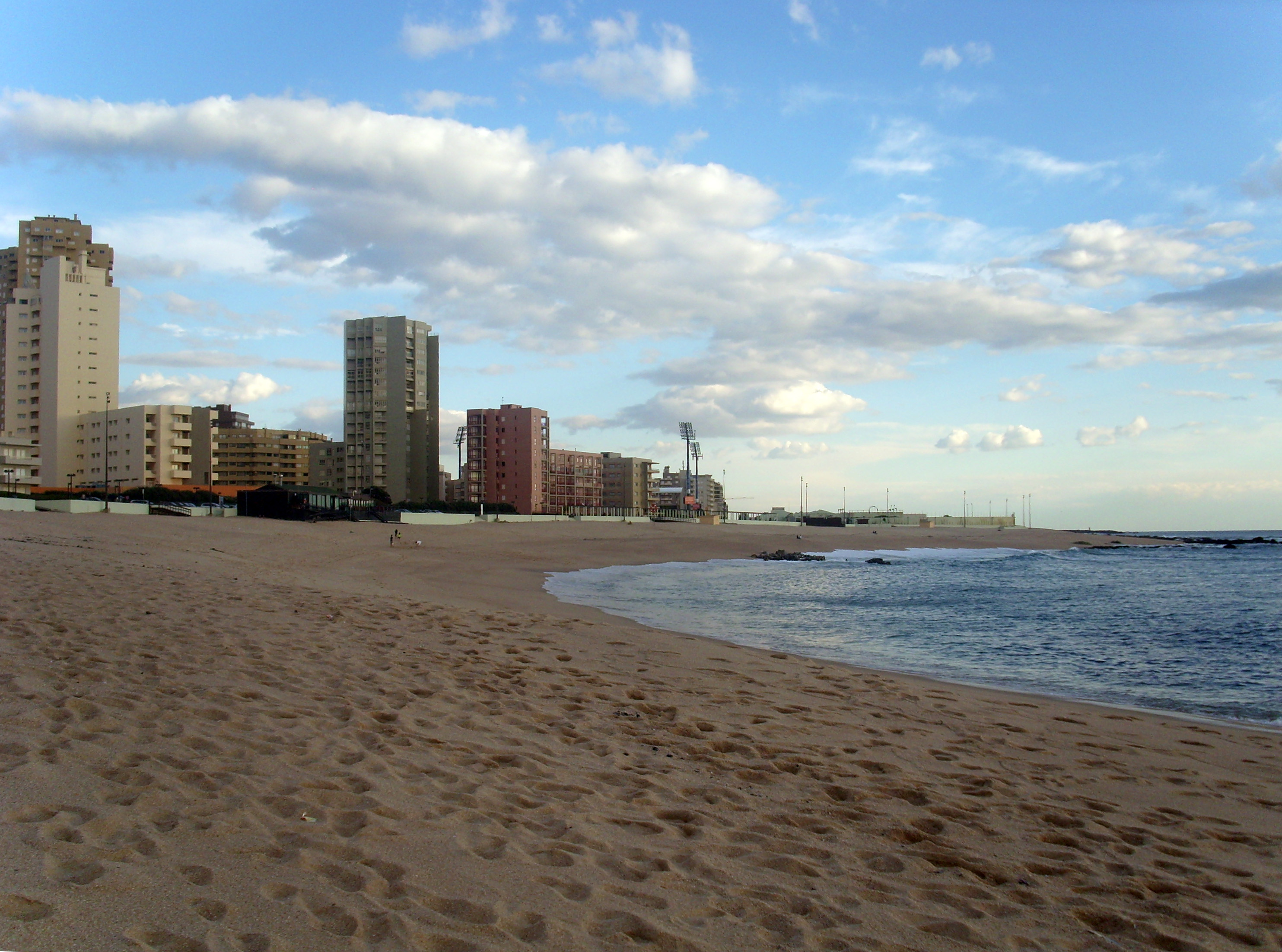
A Enseada da Lagoa.

A avenida Vasco da Gama, limite sul com o Bairro Norte, é uma das principais avenidas de serviços da cidade. A ampla Praça Almeida Garrett destaca-se como principal largo, no entanto o "Largo do Touro" é o mais carismático. O largo é, na verdade, a intersecção entre a Avenida Vasco da Gama e a Avenida Repatriamento dos Poveiros, e é assim popularmente conhecido devido à escultura de Rui Anahory formalmente denominada Monumento às Gentes da Póvoa de Varzim, um dos mais reconhecidos monumentos da cidade. O touro, uma das imagens da escultura, representa a zona rural e interior do município. A expressividade e realismo do animal, levou a que a zona e a escultura fossem popularmente reconhecidas como "Touro".
Em termos paroquiais e devido a delimitações entre freguesias pouco claras e ausência de um templo religioso, o pároco de São José de Ribamar, paróquia do Bairro Norte, fez notar ser a paróquia da maioria do território do Agro-Velho, devido à geografia e história do local. No entanto, em conjunto com a Paróquia de Aver-o-Mar, a paróquia encontra-se a esboçar uma igreja interparoquial de grandes dimensões, dado que a construção em altura domina o Agro-Velho.
O Agro-Velho concentra ainda algumas estruturas de serviço público para a freguesia de Aver-o-Mar, nomeadamente a Extensão de Saúde e a Escola de E.B. 2/3 de Aver-o-Mar.

## História
A zona do Alto de Martim Vaz desenvolveu-se primitivamente com a cetária de Vila de Euracino e casas anexas, origem romana da Póvoa de Varzim. A cetária era um complexo fabril de salga e transformação de pescado, v. g., em garo. Uma via romana litoral ligaria a zona de Martim Vaz à Foz do Douro, e seguiria para norte, até Caminha.
No início do século XX, criam-se estruturas de apoio à cidade no Alto de Martim Vaz. Primeiro com o Velódromo, em 1925 transformado no Estádio Gomes de Amorim, casa do Sporting Club da Póvoa, criado em 1916 e que irá subsistir até meados da década de 1940, até então jogava no Velódromo. O Estádio era propriedade da empresa Póvoa-Praia. A Avenida dos Banhos tinha sido prolongada e criada a Avenida Vasco da Gama. O Estádio do Varzim Sport Club é inaugurado a 13 de Setembro de 1932, o clube tinha sido criado em 1915 e, na altura, jogava num campo junto à Basílica Coração de Jesus. O estádio do Varzim localizava-se em frente ao Estádio Gomes de Amorim que será demolido e, no local, criadas as Piscinas Municipais e Court de Tenis da Póvoa de Varzim. A corrida inaugural da Monumental Praça de Touros da Póvoa de Varzim dá-se em 19 de Junho de 1949.
A zona já apresentada como Nova Póvoa é urbanizada e verticalizada simultaneamente na década de 1970. No final dos anos 60, um investidor ambiciona a construção do maior edifício da Península Ibérica, projecto que será baptizado de Edifício Nova Póvoa. O início da construção do Edifício Nova Póvoa dá-se em 1974 e ditou o desenvolvimento desta nova zona da cidade. O festão (fim da construção) foi colocado em 1982. Na altura  festejada como a maior torre de Portugal, continua a ser o edifício habitacional com mais andares em Portugal.[carece de fontes?] A Sopete, detentora do Casino da Póvoa, construiu na mesma altura o Hotel Vermar (atualmente Axis Vermar Hotel), obra do arquitecto Rui Cesariny Calafate, ainda hoje o maior hotel da cidade, mais tarde vendido à Accor Hotels. Com a aprovação do Plano de Urbanização, a câmara decidiu-se pelo nome Agro-Velho, nome tradicional da parte norte do lugar.
Para a zona está planeada uma reestruturação significativa, dado que não foi devidamente estruturado em termos de vias, assim encontrando-se em desenvolvimento o Plano de Pormenor do Agro-Velho com a transferência do estádio para outra zona da cidade, a construção de um complexo escolar e abertura de novas ruas e praças.

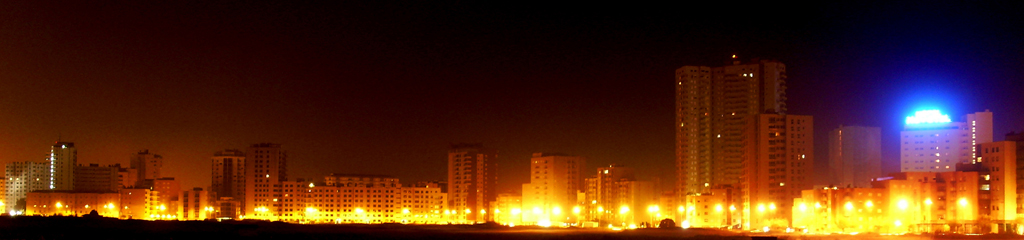
Vista da Nova Póvoa.

## Património
- Vila de Euracino
- Monumental Praça de Touros da Póvoa de Varzim
- Monumento às Gentes da Póvoa de Varzim